# Oscar giovanile
L'Oscar giovanile, ufficialmente chiamato Academy Juvenile Award, è stato un Premio Oscar onorario speciale conferito a discrezione del Consiglio dei governatori dell'Academy of Motion Picture Arts and Sciences, per riconoscere in modo specifico i giovani artisti di età inferiore ai diciotto anni per il loro "eccezionale contributo all'intrattenimento cinematografico".
Il premio è stato assegnato per la prima volta ai Premi Oscar del 1935 a Shirley Temple, alla tenera età di sei anni, per il suo lavoro nel cinema nel 1934. Venne assegnato ad intermittenza nei successivi ventisei anni a un totale di dodici attori e attrici, con l'ultimo Oscar giovanile assegnato ai Premi Oscar del 1961 a Hayley Mills.
Il premio era una statuetta in miniatura del Premio Oscar.

## Albo d'oro
- 1935: Shirley Temple (6 anni) - In ringraziamento del contributo dato, attraverso lo schermo, all'intrattenimento nel 1934
- 1939: Deanna Durbin (18 anni) e Mickey Rooney (19 anni) - Per il loro significativo contributo nel portare sullo schermo lo spirito e la personificazione della gioventù, e come giovani interpreti che hanno stabilito alti livelli di abilità e risultati
- 1940: Judy Garland (18 anni) - Per le sue rilevanti performance come giovane protagonista dello schermo negli scorsi anni
- 1945: Margaret O'Brien (8 anni) - Eccezionale piccola attrice del 1944
- 1946: Peggy Ann Garner (14 anni) - Eccezionale piccola attrice del 1945
- 1947: Claude Jarman Jr. (13 anni) - Eccezionale piccolo attore del 1946
- 1949: Ivan Jandl (12 anni) - Per l'eccezionale performance di giovane attore nel 1948 in Odissea tragica
- 1950: Bobby Driscoll (13 anni) - Eccezionale giovane attore del 1949
- 1955: Jon Whiteley (10 anni) e Vincent Winter (12 anni) - Per la loro notevole performance di giovani attori in I confini del proibito
- 1961: Hayley Mills (15 anni) - Per Il segreto di Pollyanna, la più notevole performance di giovane attrice nel 1960